# أنجيلا لانسبيري
أنجيلا لانسبيري (بالإنجليزية: Angela Lansbury)‏ (16 أكتوبر 1925-11 أكتوبر 2022) ممثلة بريطانية. رشحت لنيل إحدى جوائز الأوسكار ثلاث مرات، لكنها حازت سنة 2013 على جائزة شرفية للأوسكار. منحتها ملكة بريطانيا، إليزابيث الثانية، لقب «السيدة».
ولدت بلندن لأم ممثلة وأب سياسي، هاجرت إلى الولايات المتحدة بعد وفاة والدها خلال الحرب العالمية الثانية. وبذلك فهي تحمل الجنسية المزدوجة البريطانية الأمريكية.
درست بأكاديمية ويبر دوجلاس للفنون المسرحية لمدة عام قبل ان تنتقل إلى نيويورك لتدرس هناك بمدرسة فيجان للفنون المسرحية. ظهرت لانسبيري لأول مرة على شاشة السينما عندما تم أختيارها لتقوم بدور الخادمة نانسي في الفيلم الدرامي "Gaslight" عام 1944، وقد رشحت لجائزة أفضل ممثلة مساعدة عن دورها في هذا الفيلم، وحصلت على ترشيح أخر على نفس الجائزة وعن نفس الفئة في الفيلم الدرامي "The Manchurian Candidate" عام 1962. ومن ضمن الأفلام التي شاركت لانسبيري فيها فيلم «بلو هاواي (هاواي الزرقاء)» إلى جانب نجم الغناء الأمريكي إلفيس بريسلي. كان أول دور بطولة لها في الفيلم الكوميدي «شئ لكل شخص» عام 1970. وقدمت العديد من المسرحيات أبرزها «فندق باراديسو» عام 1957، «الملك وأنا» عام 1978، و«شيطان» في 2007.
اشتهرت لانسبيري بفضل دورها في المسلسل البوليسي «جريمة قتل» ومثلت فيه دور جيسيكا فليتشر التي تحقق في جرائم القتل المستعصية. سنة 2014 كانت تمثل في مسلسل «نهاية مرحلة الغرب». ورغم انقطاعها عن التمثيل على خشبة المسرح البريطاني لمدة أربعين عاما، فإنها عادت في الآونة الأخيرة إلى التمثيل في لندن، وحصدت أول جائزة لها في حفل توزيع جوائز «أوليفير» كأفضل ممثلة مساعدة عن دورها مدام آركاتي في مسرحية Blithe Spirit.
كرمتها ملكة بريطانيا تقديراً لمشوارها الفني الطويل في عالم التمثيل وبفضل نشاطاتها الخيرية. ألفت لانسبيري عدة كتب منها «خطتى للياقة والصحة» عام 1990. تزوجت مرتين، الأولى من الممثل الأمريكي ريتشارد كرومويل لمدة عام ثم انفصلا، بعدها بثلاث سنوات تزوجت من المنتج بيتر شو وظلت معه إلى أن توفي عام 2003.           

## نشأتها وانطلاقتها المهنية

### الطفولة: 1925-1942
وُلدت لانسبيري لعائلة من الطبقة الوسطى العليا في 16 أكتوبر 1925. على الرغم من ذكر بوبلار، شرق لندن كمسقط رأسها، فقد رفضت هذا، وأكدت أن أجدادها من بوبلار، أما هي فقد ولدت في ريجنت بارك، وسط لندن. والدتها هي الممثلة موينا ماكغيل (اسمها الأصلي هو تشارلوت ليليان مكلدوي)، ولدت في بلفاست، أدت أدوارًا على مسارح وست إند بشكل منتظم، وشاركت في عدة أفلام. أما والدها فهو تاجر الأخشاب الإنجليزي الثري والسياسي إدغار لانسبيري، وهو عضو في الحزب الشيوعي لبريطانيا العظمى ورئيس البلدية السابق لمتروبوليتان بورو في بوبلار. وجدها لأبيها هو زعيم حزب العمال والناشط المناهض للحرب جورج لانسبيري، وهو الرجل الذي قالت عنه أنجيلا: كنتُ «أهابه» وأعتبره «عملاقًا في صغري». وقد كان لدى أنجيلا أخت غير شقيقة أكبر منها، تدعى إيسولد، والتي كانت ابنة موينا من زواجها السابق بالكاتب والمخرج ريغنالد دينهام. في يناير 1930، عندما كانت أنجيلا في الرابعة من عمرها، أنجبت والدتها توأمًا، هما بروس وإدغار، ما جعل عائلة لانسبيري تنتقل من شقتهم في بوبلار إلى منزل في هيل ميل، شمال لندن؛ وفي عطل الأسبوع كانوا يخرجون إلى مزرعتهم الريفية في بريك سالوم، قرب ولينغفورد، أوكسفوردشاير.
عندما كان عمرها 9 سنوات، توفي والدها بسبب سرطان المعدة. انطوت على نفسها وواظبت على أداء شخصيات كنوع من آلية التأقلم. في عام 2014، وصفت لانسبيري هذا الحدث بأنه «اللحظة الحاسمة في حياتي. لم أتأثر بهذا العمق قبلها أو بعدها». وفي مواجهة الصعوبات المالية، خُطبت والدتها لعقيد اسكتلندي، ليكي فوربس، وانتقلت إلى منزله في هامبستاد، فدرست لانسبيري في مدرسة جنوب هامبستاد الثانوية من 1934 حتى 1939. مع ذلك، كانت تعتبر أن تعليمها كان ذاتيًا إلى حد كبير، إذ تعلمت من الكتب والمسرح والسينما. وقد أصبحت مهووسة بشكل كامل بالأفلام، وكانت تزور السينما بانتظام وتتخيل نفسها تتقمص دور شخصيات معينة. وحرصت على العزف على البيانو، لذا درست الموسيقى لفترة وجيزة في مدرسة ريتمان للرقص، وفي عام 1940 بدأت تدرس التمثيل في مدرسة ويبر دوغلاس للغناء والفن المسرحي في كينسينغتون، غرب لندن، حيث ظهرت لأول مرة على خشبة المسرح بدور خادمة في الإنتاج المدرسي لمسرحية ماكسويل أندرسون ماري أوف سكوتلاند.
في ذلك العام، توفي جد أنجيلا، ومع بدء قصف لندن، قررت ماكغيل نقل أنجيلا وبروس وإدغار إلى الولايات المتحدة؛ وبقيت إيسولد في بريطانيا مع زوجها الجديد، الممثل بيتر أوستينوف. حصلت ماكغيل على عمل كمشرفة على ستين طفلاً بريطانياً جرى إجلاؤهم إلى أمريكا الشمالية على متن دوقة أثول، حيث وصلوا معهم إلى مونتريال، كيبيك، كندا، في منتصف أغسطس. ومن هناك، سافرت بالقطار إلى مدينة نيويورك، حيث رعاها مالياً رجل الأعمال في وول ستريت، تشارلز تي سميث، إذ انتقلت مع أسرته إلى منزلهم في ماهوباك، نيويورك. بعدها حصلت لانسبيري على منحة من الجناح الأمريكي للمسرح، ما سمح لها بالدراسة في مدرسة فاغين للدراما والإذاعة، حيث ظهرت في عرض مسرحية وليم كونجريف ذا واي أوف ذا وورلد (هكذا العالم) وفي عرض مسرحية أوسكار وايلد ليدي ويندرميررز فان (مروحة الليدي ويندرميرر). ثم تخرجت في مارس 1942، وفي ذلك الوقت انتقلت العائلة إلى شقة في شارع مورتون، قرية غرينتش.

### غاسلايت (القلق) والنجاح في أدوار صغيرة: 1942-1945
حصلت ماكغيل على عمل في الجولة الكندية لإنتاج تونايت أت 8:30، وانضمت إليها ابنتها في كندا، التي حصلت على أول عمل مسرحي لها كممثلة في نادي ساموفار، مونتريال. وحصلت على هذا العمل بعد أن ادعت أنها في التاسعة عشرة من عمرها بينما كانت تبلغ السادسة عشرة، كان عملها يتضمن أداء أغنيات لنويل كوارد، وجنت من خلاله 60 دولارًا في الأسبوع. ثم عادت إلى مدينة نيويورك في أغسطس 1942، لكن والدتها انتقلت إلى هوليوود، لوس أنجلوس، من أجل إحياء مسيرتها السينمائية؛ فتبعها لانسبيري وشقيقاها. وانتقلوا إلى منزل في لوريل كانيون، وحصلت كل من لانسبيري ووالدتها على وظائف عيد الميلاد في متجر بولوكس ويلشاير في لوس أنجلوس؛ ولكن أقيلت موينا بسبب عدم الكفاءة، تاركًة العائلة للعيش على أجر لانسبيري الذي كان 28 دولارًا في الأسبوع. صادقت لانسبيري مجموعة من الرجال المثليين، وأصبحت مطلعة على مشهد المدينة الخفي للمثليين، وبرفقة والدتها، ارتادت محاضرات للمعلم الروحي جيدو كريشنامورتي؛ في واحدة من هذه المحاضرات، التقت ألدوس هكسلي.
في حفل استضافته والدتها، التقت لانسبيري بجون فان دروتن، الذي شارك في كتابة السيناريو لفيلم غاسلايت (القلق) (1944)، وهو فيلم غموض مبني على مسرحية غاسلايت لباتريك هاميلتون عام 1938. وتدور الأحداث في مدينة لندن الفيكتورية، وقد أخرج جورج كوكور الفيلم، وقام ببطولته إنغريد برغمان في دور بولا ألكويست، وهي امرأة يعذبها زوجها نفسياً. اقترح فان دروتن أن لانسبيري ستكون مثاليًة لدور نانسي أوليفر، خادمة كوكني؛ وقُبلت لهذا الدور، وبما أنها كانت في السابعة عشرة من العمر، فقد كان على عامل اجتماعي أن يرافقها في موقع التصوير. وبعد أن وظفت وكيلًا لها، يدعى إيرل كرامر، وقعت عقدًا مدته سبع سنوات مع مترو غولدوين ماير، حصلت فيه على 500 دولار في الأسبوع وحق استخدام اسمها الحقيقي كاسم مهني لها. عند إصدار غاسلايت، تلقى مراجعات نقدية مختلطة، على الرغم من الإشادة الكبيرة بدور لانسبيري. وقد حصل الفيلم على ستة ترشيحات لجوائز الأوسكار، بينها جائزة أفضل ممثلة مساعدة للانسبيري.
لعبت دور إدوينا براون في ظهورها السينمائي التالي، وهي الأخت الكبرى لفيلفيت براون في فيلم ناشونال فيلفيت (1944)؛ وحقق الفيلم نجاحًا تجاريًا كبيرًا، وتطورت إثره علاقة صداقة طويلة الأمد بين لانسبيري وزميلتها في الفيلم الممثلة إليزابيث تايلور. بعدها أدت لانسبيري دورًا في فيلم ذا بيكتشر أوف دوريان غراي 1945 (صورة دوريان غراي)، وهو فيلم سينمائي مأخوذ عن رواية أوسكار وايلد لعام 1890 التي تحمل نفس الاسم، والتي تدور أحداثها في لندن الفيكتورية أيضًا. وأخرج الفيلم ألبرت ليفين، ولعبت لانسبيري دور سيبيل فين، مغنية قاعة موسيقى من الطبقة العاملة تقع في حب بطل الرواية، دوريان غراي (هورد هاتفيلد). على الرغم من أن الفيلم لم يحقق ناجحًا ماليًا، إلا أن أداء لانسبيري كان محل ثناء مرة أخرى، وحصلت على جائزة غولدن غلوب عن دورها فيه، ورُشحت مرة أخرى لأفضل ممثلة مساعدة في حفل توزيع جوائز الأوسكار، لكن الجائزة ذهبت لآن ريفر، زميلتها في فيلم ناشونال فيلفيت.

## روابط خارجية
- أنجيلا لانسبيري على موقع IMDb (الإنجليزية)
- أنجيلا لانسبيري على موقع ميتاكريتيك (الإنجليزية)
- أنجيلا لانسبيري على موقع الموسوعة البريطانية (الإنجليزية)
- أنجيلا لانسبيري على موقع روتن توميتوز (الإنجليزية)
- أنجيلا لانسبيري على موقع قاعدة بيانات الأفلام العربية
- أنجيلا لانسبيري على موقع ألو سيني (الفرنسية)
- أنجيلا لانسبيري على موقع ميوزك برينز (الإنجليزية)
- أنجيلا لانسبيري على موقع رولينغ ستون (الإنجليزية)
- أنجيلا لانسبيري على موقع تيرنر كلاسيك موفيز (الإنجليزية)
- أنجيلا لانسبيري على موقع أول موفي (الإنجليزية)